# Notomastus annulus
Notomastus annulus är en ringmaskart som beskrevs av Anne D. Hutchings och Murray 1984. Notomastus annulus ingår i släktet Notomastus och familjen Capitellidae. Inga underarter finns listade i Catalogue of Life.